# Parys (Korsze)
Parys (deutsch Paaris) ist ein Dorf in der Stadt- und Landgemeinde Korsze (Korschen) im Powiat Kętrzyński (Kreis Rastenburg) in der polnischen Woiwodschaft Ermland-Masuren.

## Geographische Lage
Parys liegt in der historischen Region Ostpreußen, etwa 15 Kilometer südlich der Grenze der Woiwodschaft Ermland-Masuren zur russischen Exklave Oblast Kaliningrad. Benachbarte Orte sind im Südwesten Korsze, im Westen Glitajny (Glittehnen) und im Nordosten Pomnik (Pomnick). Die Kreisstadt Kętrzyn (Rastenburg) ist 16 Kilometer in südöstlicher Richtung entfernt.

## Geschichte
Der genaue Zeitpunkt der Gründung von Paaris ist nicht bekannt, er wird auf die Zeit um 1370 datiert. Die Gründung erfolgte nach Kulmer Recht mit einer Fläche von 64 Hufen. Sechs der Hufen  wurden dem Dorfschulzen, vier der Kirche zugeteilt. 1817 bestand das Dorf aus 38 Wohngebäuden.
Am  30. April 1874 wurde aus den Landgemeinden Paaris und Seeligenfeld (polnisch Błogoszewo) und den Gutsbezirken Adlig Unter Plehnen (Równina Dolna), Köllmisch Unter Plehnen (Równina Górna) und Seeligenfeld ein eigener  Amtsbezirk gebildet. Er bestand bis 1945 und gehörte zum Kreis Rastenburg im Regierungsbezirk Königsberg in der preußischen Provinz Ostpreußen.
Gegen Ende des Zweiten Weltkriegs besetzte im Januar 1945 die Rote Armee die Gegend. Im Sommer 1945 wurde Paaris von der sowjetischen Besatzungsmacht gemäß dem Potsdamer Abkommen zusammen mit der südlichen Hälfte Ostpreußens unter polnische Verwaltung gestellt. Die Polen führten für Paaris die polonisierte Ortsbezeichnung Parys ein. In der Folgezeit wurden die verbliebenen deutschen Einwohner aus Paaris vertrieben und durch zuwandernde Polen ersetzt.
1973 wurde Parys Sitz eines Schulzenamtes, zu welchem die Ortschaft Pomnik gehörte, in der Gmina Korsze. 1937 gab es  hier einen Kindergarten, eine vierklassige Schule sowie einen Bibliothekspunkt. Im Jahre 2011 zählte Parys 193 Einwohner.

### Einwohnerentwicklung

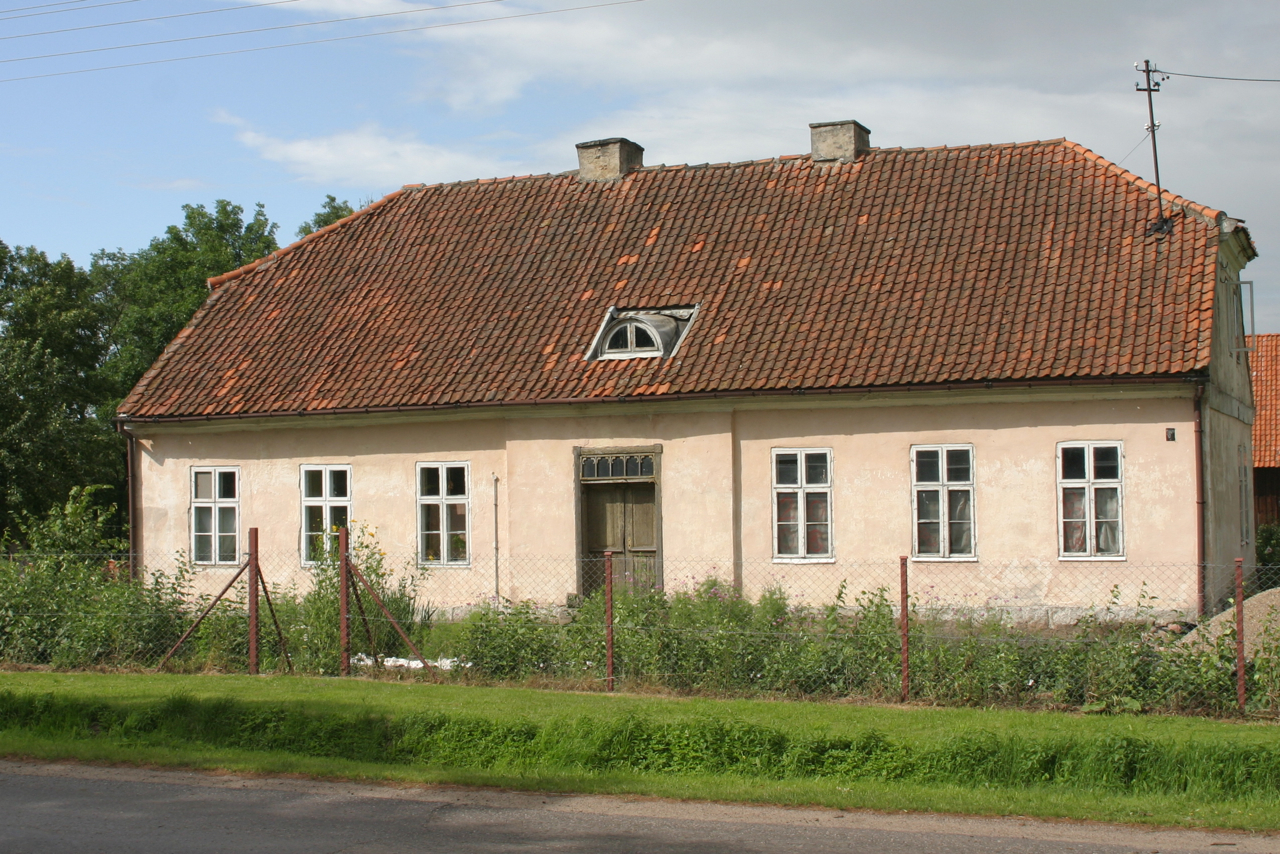
Altes Gebäude im Dorf (2009)

Nachfolgend die graphische Darstellung der Einwohnerentwicklung.

## Kirche

### Kirchengebäude

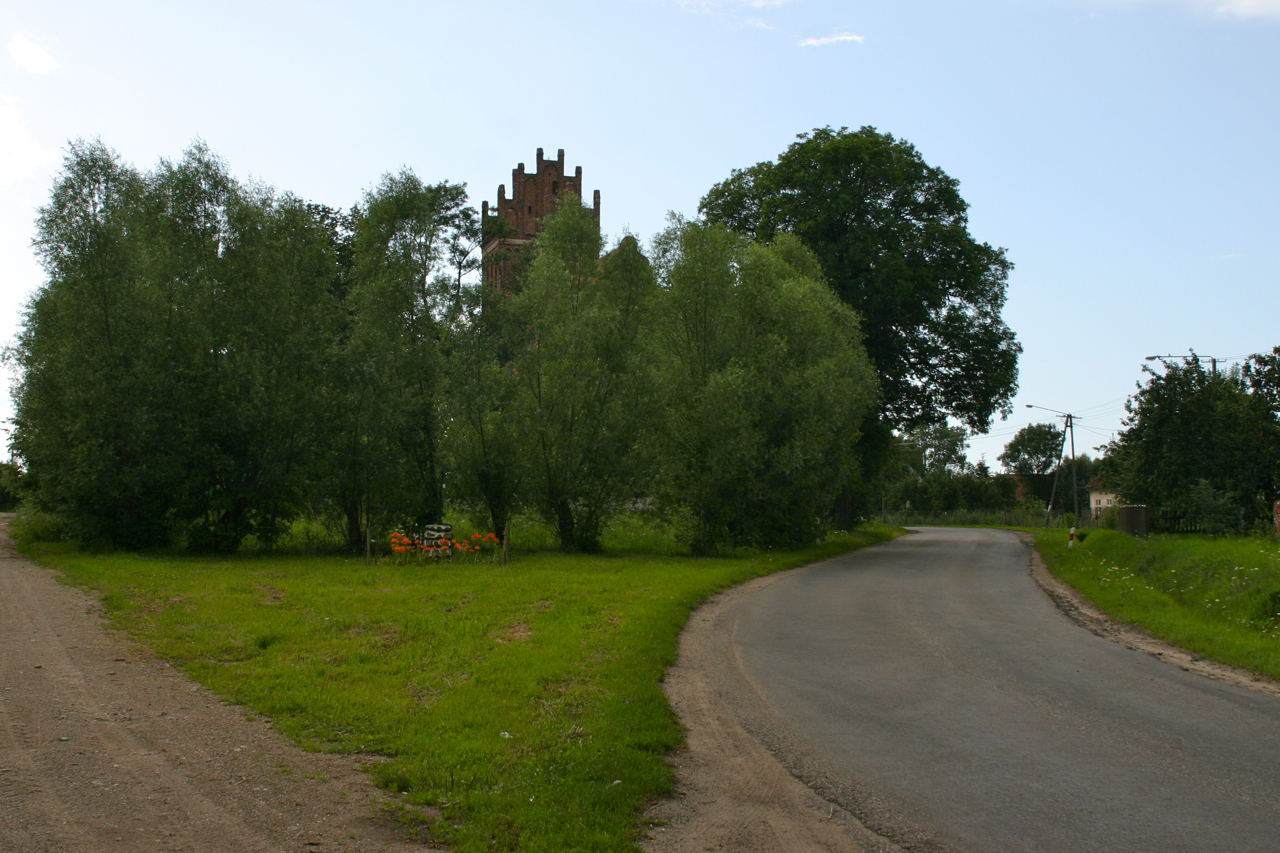
Die Kirche in Parys umgeben von hochgewachsenen Bäumen (2009)

Die Kirche wurde zwischen 1370 und 1380 errichtet. Der Westteil wurde bei einer Erweiterung um 1400 angefügt, der 30 Meter hohe Kirchturm vermutlich im 15. Jahrhundert. 1599 erfolgte eine Grunderneuerung der Kirche bei welcher der Ostgiebel durch neue Formen ersetzt wurde. 1706 wurde der Giebel erneut überarbeitet und erhielt seine heutige Form. An der Nordseite der Kirche befindet sich eine Vorhalle und die Sakristei.
Die Kirche beherbergt eine Messingglocke aus dem Jahr 1605. Der Altar stammt aus dem Jahr 1703 und wurde von Isaak Riga aus Königsberg (Preußen) gestaltet.

### Kirchengemeinde

#### Evangelisch
Die in vorreformatorischer Zeit gegründete Kirche Paaris wurde mit Einführung der Reformation lutherisch. Sie gehörte zur Inspektion – später: Kirchenkreis genannt – Rastenburg in der Kirchenprovinz Ostpreußen der Kirche der Altpreußischen Union und war Pfarrkirche für das Kirchspiel Paaris. 1273 Gemeindeglieder zählte die Pfarre im Jahre 1925. Das Kirchenpatronat oblag den staatlichen Behörden. Nach 1945 zerfiel die evangelische Gemeinde im dann „Parys“ genannten Dorf. Heute hier lebende evangelische Einwohner gehören zur Pfarrei in Kętrzyn (Rastenburg) in der Diözese Masuren der Evangelisch-Augsburgischen Kirche in Polen.

#### Katholisch
Bis 1945 waren die nur wenigen katholischen Einwohner von Paaris nach Korschen im Bistum Ermland eingepfarrt. Nach 1945 siedelten sich zahlreiche polnische Neubürger hier an, die – fast ausnahmslos katholischer Konfession – das bisher evangelische Gotteshaus für sich reklamierten. Es entstand in Parys eine katholische Gemeinde, deren Kirche heute Filialkirche der Pfarrei in Korsze ist und zum Dekanat Reszel im jetzigen Erzbistum Ermland gehört.

## Verkehr

### Straße
Das Dorf ist über die Woiwodschaftsstraße 590 zu erreichen. Diese führt in südwestlicher Richtung nach vier Kilometern durch Korsze (Korschen), um dann in südlicher Richtung nach 15 Kilometern durch Reszel (Rößel) zu führen und schließlich nach 40 Kilometern in Biskupiec (Bischofsburg) in die Landesstraße 57 zu münden. In nördlicher Richtung endet die DW 590 nach etwa 12 Kilometern in Barciany (Barten).

### Schiene

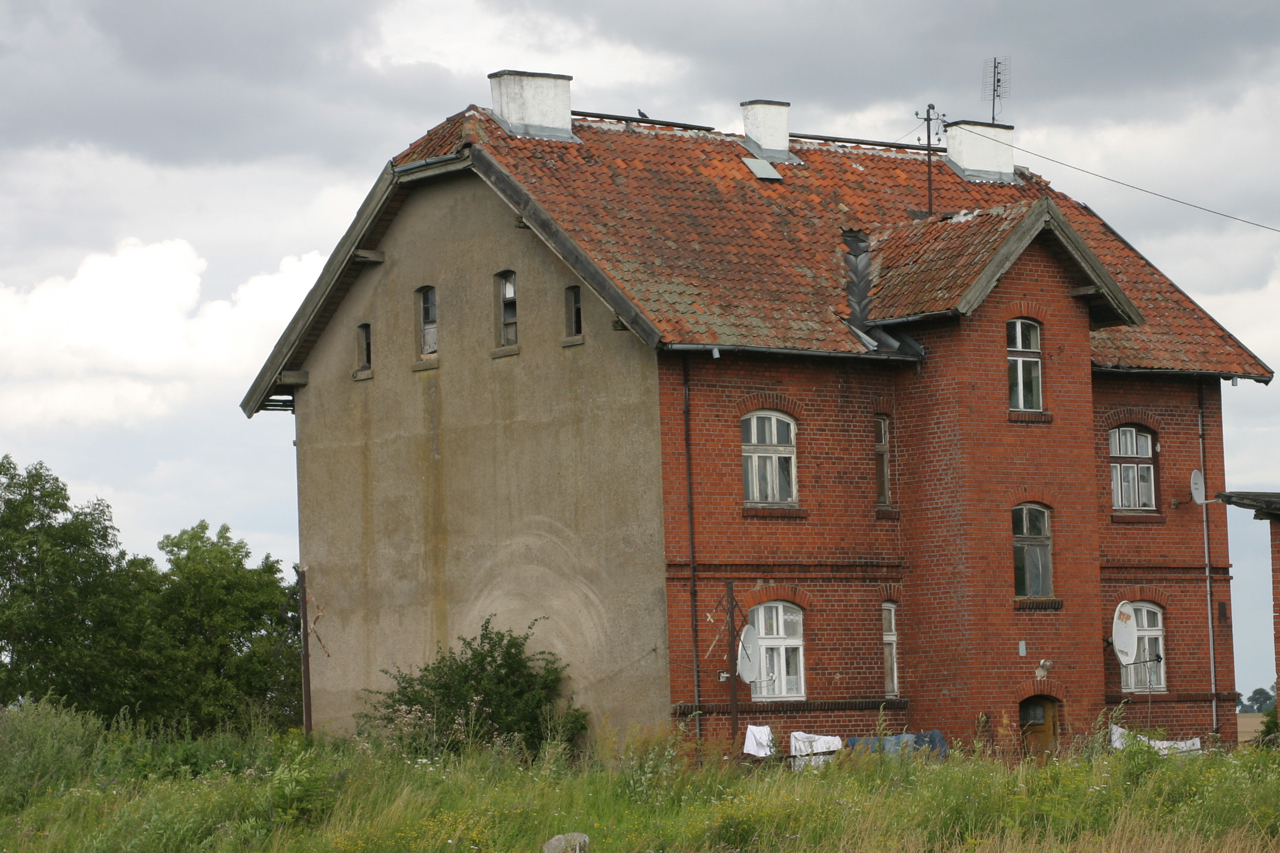
Das ehemalige Bahnhofsgebäude in Parys (2009)

Etwa einen Kilometer westlich der Stadt verläuft eine eingleisige Bahnstrecke. Die Strecke wird nicht mehr für regelmäßigen Personenverkehr, sondern nur noch für touristische Zwecke genutzt. An dieser Strecke war Paaris Bahnstation in den Jahren von 1871 bis 2000.
Die nächste Bahnstation mit regelmäßigen Bahnverkehr befindet sich in Korsze. Von dort bietet die PKP Direktverbindungen nach Olsztyn (Allenstein) und Posen sowie nach Białystok an.

### Luft
Der geographisch nächste internationale Flughafen ist der Flughafen Kaliningrad (Königsberg), der sich etwa 90 Kilometer nordwestlich in der russischen Exklave Oblast Kaliningrad außerhalb der Europäischen Union – darum nur sehr eingeschränkt nutzbar – befindet. Der nächste internationale Flughafen ist der etwa 180 Kilometer westlich gelegene Flughafen Danzig in der polnischen Woiwodschaft Pommern.

## Persönlichkeiten des Ortes
- Georg Künstler (1864–1957), evangelischer Theologe
- Herbert Döhring (1913–2001), SS-Mitglied und Hausverwalter Adolf Hitlers